# Joachim Kuhlemann
Joachim Kuhlemann  (* 26. April 1962) ist ein deutscher Geologe.
Kuhlemann absolvierte nach dem Abitur 1981 eine Maschinenschlosser-Lehre bei Atlas Weyhausen in Delmenhorst und wurde 1984 in die Firma übernommen. Ab 1984 studierte er Geologie in Kiel und erhielt dort 1990 sein Diplom mit einer Arbeit über die Umweltbedingungen aus dem späten Pleistozän nach Auswertung eines Bohrkerns der Meteor aus dem Nordatlantik (zwischen Norwegen und Grönland). Außerdem kartierte er für das Diplom bei Bach (Tirol) (Sulzlalm). 1994 wurde er in Heidelberg promoviert mit einer Dissertation über Erze vom MVT-Typ (Mississippi Valley Type) und deren Diagenese in den Karawanken. Als Post-Doktorand war er an der Universität Tübingen, an der er 1999 Assistent wurde und sich 2001 über Alpentektonik habilitierte (Post-Collisional geodynamic evolution of the Alps and the circum-Alpine region). 2006 wurde er dort außerplanmäßiger Professor. Später war er in der Hauptabteilung Sicherheit von Kernanlagen des Eidgenössischen Nuklear-Sicherheits-Inspektorats ENSI.
In seiner Dissertation befasste er sich mit ostalpinen MVT-Erzlagern, das heißt solchen hydrothermalen Ursprungs in Kalzit und Dolomit. Später forschte er auch über ähnliche Lagerstätten in Elba, wo diese ebenfalls aus dem Miozän sind. Sie stehen mit den Folgen der damaligen Austrocknung des Mittelmeers in Zusammenhang.  1996 nahm er an einer geologischen Pamir-Expedition teil und in Tübingen befasste er sich mit sedimentologischen Studien zur Rekonstruktion der Paläogeographie und den vorzeitlichen Umweltbedingungen der voralpinen Becken am Nordrand der Alpen. Er untersucht Mineralien auf ihre Erosionsgeschichte und rekonstruiert so tertiäre klimatische Verhältnisse und tektonische Geschichte  außer in den Ostalpen unter anderem in Korsika (wo er auch Vergletscherungsspuren untersuchte), Südfrankreich, den Karpaten, dem Riesengebirge und Bulgarien.
Er ist Ko-Autor geologischer Führer durch Korsika und Elba.

## Schriften
- mit Wolfgang Frisch, Martin Meschede: Elba: Geologie, Struktur, Exkursionen und Natur, Sammlung Geologischer Führer 98, Borntraeger 2008
- mit Wolfgang Frisch, Martin Meschede: Korsika: Geologie, Natur und Landschaft, Exkursionen, Sammlung Geologischer Führer 99, Borntraeger 2009